# Compagnons du Devoir
Pour les articles homonymes, voir Le Devoir (homonymie).

Les oiseaux qui prennent leur envol est le symbole et le logo de l'Association ouvrière des Compagnons du Devoir et du Tour de France.

Les Compagnons du devoir sont, en France, les membres d'un mouvement qui assure à des jeunes gens, à partir de l'âge de 15 ans et aussi post bac, une formation à des métiers traditionnels. Elle est fondée sur l’apprentissage, la vie en communauté et le voyage du Tour de France du compagnonnage.

## Histoire
Selon une légende, le roi Salomon, Maître Jacques et le Père Soubise seraient les fondateurs du compagnonnage.
Les missions des Compagnons du Devoir sont de former et d’accueillir les jeunes dans le Tour de France du compagnonnage. 
Du XVIe au XIXe siècle, confrontés aux difficultés du monde ouvrier, ils prennent également l’initiative de créer leurs mutuelles et caisses de retraite, tout en organisant l’embauche sur les chantiers et dans les ateliers.

## Formation
Pour devenir Compagnon du Devoir, il faut dans un premier temps prendre le statut « d'affilié » ou « aspirant ». Le candidat, que l'on nomme « apprenti » ou « itinérant » devra pour cela réaliser un « travail d'adoption ». Celui-ci sera examiné par la corporation du métier et la communauté des aspirants et compagnons. Cette première pièce permet, si la communauté la juge convenable et émet un avis favorable, d'accéder à l'affiliation ou à l'adoption.
L'affiliation ou l'adoption ne s'obtiennent pas facilement car, en plus de la qualité de la maquette d'adoption, il est nécessaire de présenter certaines qualités humaines spécifiques. La capacité de s'insérer au sein de la communauté est primordiale. La décision d'adoption du jeune se prend après concertation des membres de la communauté. La qualité des rapports humains au sein de la communauté est primordiale et le comportement quotidien compte autant qu'un travail presque permanent et régulier.
Un affilié ou un aspirant va ensuite entamer son Tour de France (qui peut durer plusieurs années) dans le but d'acquérir les techniques, les savoirs et l’expérience nécessaires. Il devra réaliser une pièce de réception nommée « chef-d'œuvre ». Celle-ci est indispensable pour obtenir le titre de Compagnon, elle témoigne de la parfaite connaissance des matériaux utilisés et des techniques mises en œuvre.
Cette formation doit permettre à chacun des participants de s'accomplir dans et par le métier tout en conservant un esprit d'ouverture et de partage. Ces filières, qui n'ont aucun équivalent dans les lycées professionnels de l'Éducation nationale, donnent des ouvriers expérimentés et très polyvalents[réf. nécessaire] dans trente métiers différents regroupés en six filières qui sont : l'industrie-métallurgie, le bâtiment, l'aménagement et finition, les métiers du goût, les matériaux souples (Cordonnerie – botterie, Maroquinerie, Podo-orthèse, Sellerie – garnissage, Tapisserie d’ameublement) et les métiers du vivant.

## Slogan
Le slogan des Compagnons du Devoir est : « Soyez de ceux qui construisent l'avenir ! »

## Métiers
Quelques exemples des métiers proposé par les Compagnons du Devoir :
- Boulanger
- Carreleur
- Carrossier (constructeur/réparateur)
- Charcutier
- Charpentier / constructeur bois
- Chaudronnier
- Cordonnier / bottier
- Couvreur
- Ébéniste
- Électrotechnicien
- Forgeron
- Fromager
- Jardinier-paysagiste
- Maçon
- Maréchal-ferrant
- Maroquinier
- Mécanicien
- Menuisier
- Pâtissier
- Peintre
- Plâtrier-plaquiste
- Solier-moquettiste
- Sellier garnisseur
- Tapissier
- Métallier
- Plombier
- Tailleur de pierre
- Fondeur
- Mécanicien de précision (usineur/outilleur)
- Vigneron
- Vitrier
- Tonnelier

## Mouvements
Les mouvements compagnonniques se sont divisés pour des questions de rivalités[pas clair]. Ils restent en accord sur l’essentiel : permettre à chacun de s'accomplir dans et par le métier, dans un esprit d'ouverture et de partage. Des tentatives de réunification menées entre autres par Agricol Perdiguier ont échoué en raison de différences de points de vue sur la manière d'organiser le compagnonnage des différents rites. Cette indépendance permet au compagnonnage de subsister même si l'un des compagnonnages venait a disparaître. De nos jours, entre les trois principaux compagnonnages, l'entente est cordiale[réf. souhaitée] et les contacts sont fréquents entre les responsables.
Les trois principales organisations sont :
- la Fédération compagnonnique des métiers du Bâtiment (FCMB), créée en 1952, elle est reconnue d'utilité publique par l'État, elle regroupe :
  - la Société des compagnons charpentiers des Devoirs du Tour de France,
  - la Société des compagnons maçons, tailleurs de pierre des devoirs du tour de France,
  - la Société des compagnons et affiliés menuisiers et serruriers-métalliers du devoir de liberté,
  - la Société des compagnons passants bons drilles, couvreurs, zingueurs, plombiers et plâtriers du devoir du Tour de France
  - la Société des compagnons peintres vitriers du devoir du tour de France.
- l’Association ouvrière des compagnons du devoir du tour de France (AOCDTF), créée le 7 février 1941[3], elle est reconnue d'utilité publique par l'État. Elle est depuis mai 2018 présidée par Jérémie Mosnier, qui était membre du Conseil (bureau de l'association) depuis 2015 au titre de conseiller au Collège des métiers (organe chargé de la recherche, la formation, la rencontre et la mémoire, pour l'ensemble des métiers de l'association), tout en remplissant également d'autres mandats locaux dans des organisations professionnelles. Il a ainsi succédé à Bertrand Nauleau (élu Premier conseiller en avril 2013).
- l’Union compagnonnique des compagnons du tour de France des devoirs unis, créée en 1889.

Il existe aussi d'autres sociétés, comme l'Association des compagnons passants tailleurs de pierre, mouvement né d'une scission d'avec « l'AOCDTF» au congrès de 2000 des tailleurs de pierres et ne concernant que cette corporation.
La Cayenne itinérante regroupe seulement des compagnons du rite soubise[Quoi ?].
La Société des compagnons selliers tapissiers maroquiniers cordonniers-bottiers du devoir du tour de France – dite Famille du Cuir – a repris son indépendance en 2007, à la suite d'un désaccord profond d'éthique et de philosophie avec certains de ses membres favorables aux idées de l'AOCDTF concernant en particulier le compagnonnage féminin au sein de celle-ci. La Société mouvement historique dépositaire de son Devoir en accord avec ses valeurs, est favorable à un compagnonnage féminin indépendant et autonome avec échanges des savoir-faire et des réflexions philosophiques, tandis que l'AOCDTF prône un compagnonnage féminin intégré.

## Culture
Les compagnons ont toujours cultivé certaines valeurs éthiques du travail bien fait, de la richesse de l'expérience pratique et de la transmission des savoir-faire. Autour de « la Mère ».
De nos jours, le compagnonnage a évolué vers une plus grande ouverture, notamment par l'accueil de jeunes filles dans ses centres de formation (pour l'AOCDTF).